# Albiões

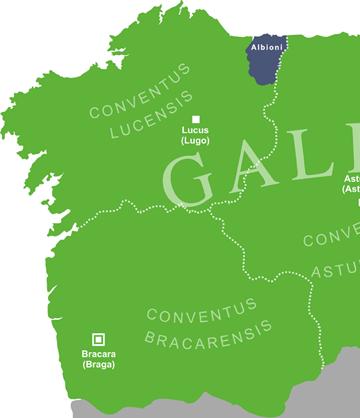
Localização aproximativa dos albiões na província romana da Galécia

Os albiões ou álbiones (em latim: Albiones ou Albioni) eram um antigo povo galaico, do Convento Lucense, que se situariam na costa entre as margens dos rios Navia e Eo, nas Astúrias ocidental. A leste faziam fronteira com os também ástures pésicos.

## Etimologia
É possível que o nome albionis tenha por origem uma raiz celta *albiyo- "mundo (superior)" ou "país". Pode estar relacionado também com Albion, vindo do indoeuropeu *albho-, "branco". O nome da tribo como "albiões" significaria "donos do Mundo".

## Fontes e localização

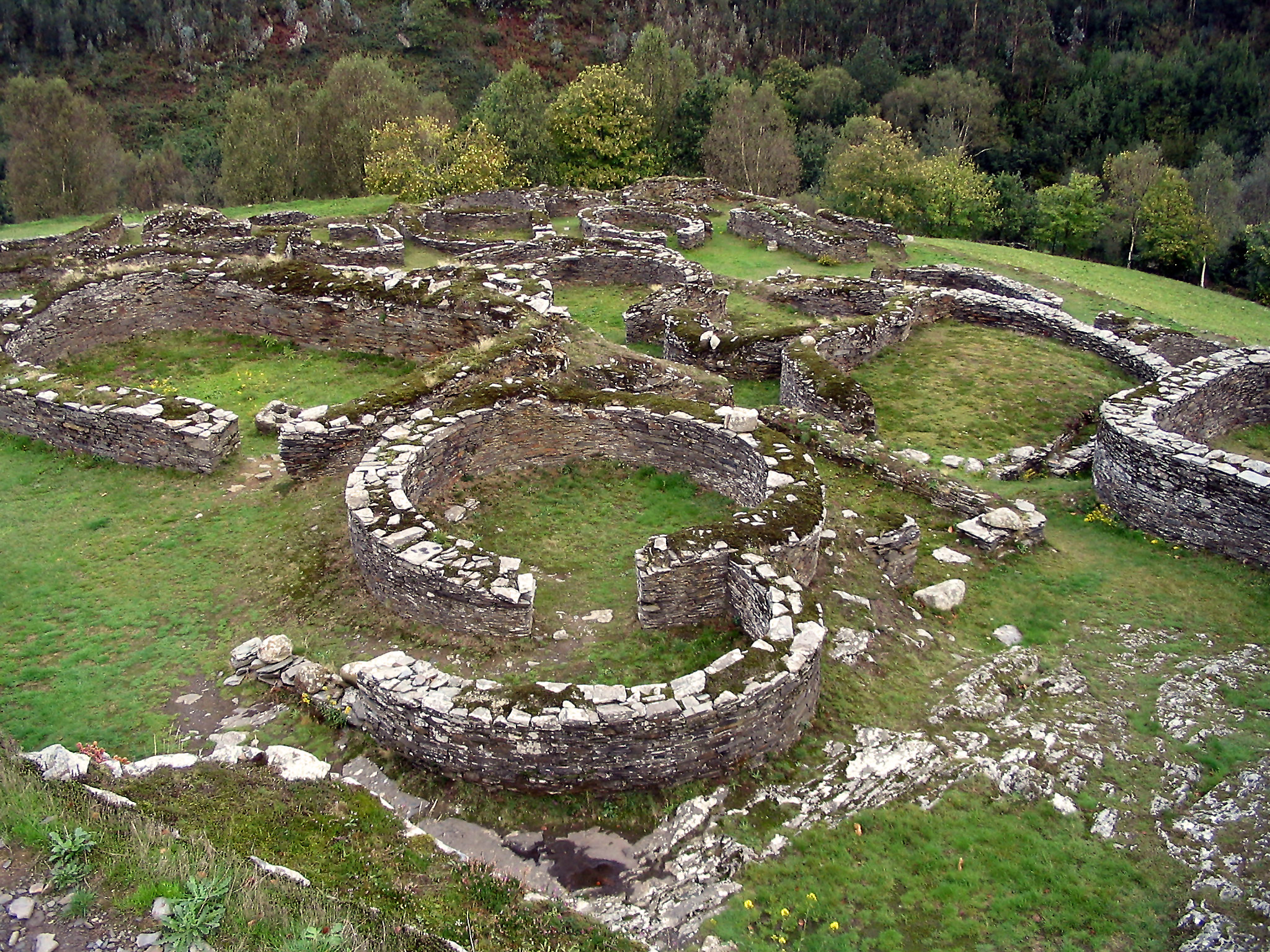
Castro de Coaña

## Estela de Nícer

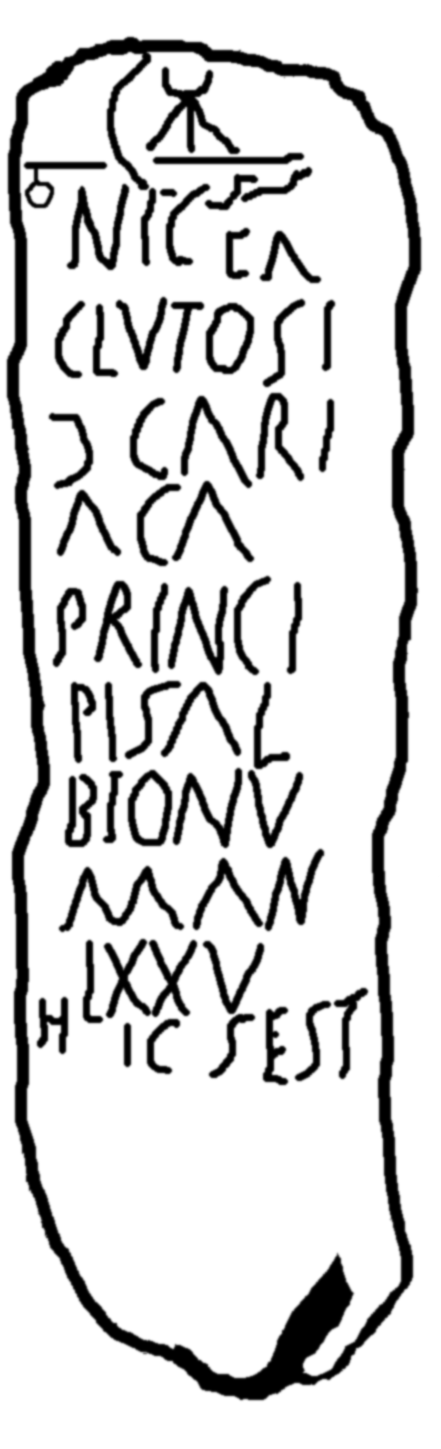
Estela de Nícer